# Abraham Ortelius
Abraham Ortelius (Antwerpen, 14. travnja 1527. − 28. lipnja 1598.), flamanski kartograf, zemljopisac i matematičar. Ostao je upamćen po izradi prvog modernog atlasa pod nazivom „Prikaz svijeta” (lat. Theatrum Orbis Terrarum), izdanog 1570. godine u Antwerpenu. Sastojao se od 70 zemljovida među kojima su prikazani i hrvatski krajevi. Od 1575. godine dvorio je španjolskog kralja Filipa II. Ortelius u svom djelu navodi da su „Amerike otrgnute od Europe i Afrike serijom potresa i poplava” što određeni stručnjaci tumače pretečom teorije o pomicanju kontinenata odnosno tektonici ploča.

## Poveznice
- Theatrum Orbis Terrarum
- Povijest kartografije